# Хольцбах
Хольцбах (нем. Holzbach) — община в Германии, в земле Рейнланд-Пфальц.
Входит в состав района Рейн-Хунсрюк. Подчиняется управлению Зиммерн. Население составляет 563 человека (на 31 декабря 2010 года). Занимает площадь 5,03 км².

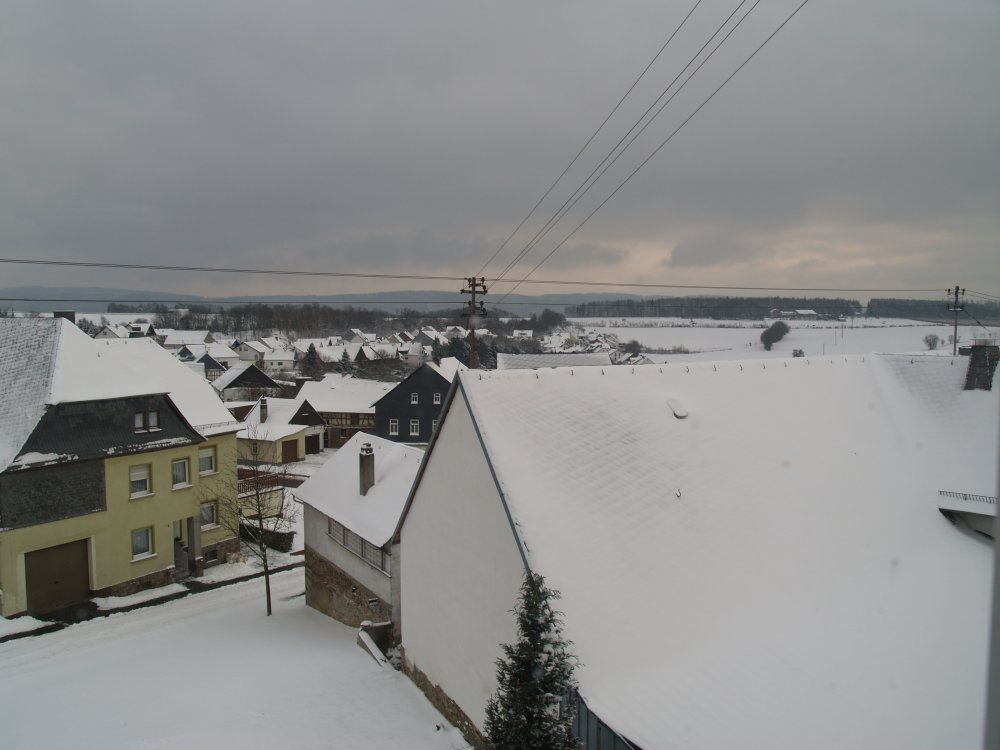
Хольцбах